# Темний метрополіс
«Темний метрополіс» (Dark Metropolis) — американський незалежний науково-фантастичний фільм 2010 року; сценарист та режисер Стюарт Сент-Джон. Це друга частина саги «Creation Wars» після «Наступної гонки».

## Про фільм
300-річна війна між людством і його найбільшим творінням, генетично зміненою расою «Ген», закінчується. Люди стають рабами та змушені виживати на спустошеній поверхні Землі.
Коли Крециліус Прайм, амбітний політик Ген, розкриває план знищення людської раси за допомогою секретної зброї, яка була прихована протягом століть, обидві раси схвильовані неймовірно потужними наслідками цієї зброї.

## Знімались
| Актор           | Роль            |
| --------------- | --------------- |
| Бейлі Чейз      | Ейден Прайм     |
| Ерік Скотт Вудс | Крециліус Прайм |